# Epsilon chartergiforme
Epsilon chartergiforme är en stekelart som först beskrevs av Giordani Soika 1962.  Epsilon chartergiforme ingår i släktet Epsilon och familjen Eumenidae. Inga underarter finns listade i Catalogue of Life.